# A.M. Azahari
A.M. Azahari (1929-2002), tên đầy đủ là Sheikh Azahari bin Sheikh Mahmud, là lãnh tụ của Đảng nhân dân Brunei, Đảng đã tiến hành cuộc lật đổ bất thành vua Omar Ali Saifuddin III trong cuộc bạo động Brunei năm 1962.
Trong thời gian đầu thập niên 1960, Đảng Nhân dân giành được tới 10 trong tổng số 21 ghế của Hội đồng Lập pháp Brunei. Là lãnh tụ Đảng, Azahari cực lực phản đối ý định gia nhập Liên bang Malaysia của nhà vua. Quan điểm chính trị của ông rất rõ ràng: giành độc lập cho Brunei, sau đó đưa lãnh thổ này gia nhập Liên bang Bắc Borneo cùng với Sarawak và British North Borneo (hiện nay là bang Sabah của Malaysia).
Trong suốt cuộc bạo động Brunei, Azahari ở Philippines và cố tránh khỏi sự lùng sục bắt bớ của quân đội Anh, lúc này đã được vua Brunei kêu gọi vào chống lại sự mất kiểm soát trong nước. Tới khi cuộc bạo động hoàn toàn bị dẹp tan, Azahari chạy sang Jakarta vào năm 1963. Sau đó, ông được chuyển tới Kalimantan (phần lãnh thổ phía nam đảo Borneo và thuộc về Indonesia). Ông ở tại Kalimantan cho tới khi qua đời vào năm 2002. Trong suốt khoảng 40 năm kể từ khi rời khỏi đất nước cho tới khi qua đời ông chưa từng quay trở lại Brunei.